# Heterogamus cricocera
Heterogamus cricocera är en stekelart som beskrevs av Günther Enderlein 1920. Heterogamus cricocera ingår i släktet Heterogamus och familjen bracksteklar. Inga underarter finns listade i Catalogue of Life.